# دومیترو ایوان
دومیترو ایوان (رومانیایی: Dumitru Ivan; ۱۴ مهٔ ۱۹۳۸ – ۱۷ ژوئن ۲۰۱۵) بازیکن فوتبال اهل رومانی بود.
از باشگاه‌هایی که در آن بازی کرده‌است می‌توان به باشگاه فوتبال دینامو بخارست اشاره کرد.
وی همچنین در تیم ملی فوتبال رومانی بازی کرده‌است.